# 初戀了那麼多年
《初恋了那么多年》是一部校园青春纯爱剧，改编自未眠君同名小说《初恋了那么多年》；由优酷、耐飞影视联合出品，导演丁培执导，并且由王以纶、万鹏、吴汉坤、郑舒环、卢洋洋、魏天宇、静芳、林子晴、王建桢等演员主演。该剧于2019年5月27日在青岛开机，
并且正式定档于2020年9月14日优酷视频独家播出。

## 播放平台
| 頻道 | 所在地 | 日期                         | 備註 |
| 优酷 | 中国   | 2020年9月14日-2020年10月21日 | 优酷视频VIP会员：首更4集、每周一至三20：00更两集，会员抢先看4集；会员10月6日大结局 非会员：首更2集、每周一至四20：00更新1集；非会员10月21日大结局 超前点播：9月24日起开启超前点播；10月1日超前点播大结局 |

## 演員表
| 演員   | 角色       | 简介 | 原版配音 |
| 王以纶 | 颜柯       | 钢琴王子 苏华大学大一新生，文体学院男班长                                                                                           | 凌飞     |
| 万鹏   | 熊伊凡     | 标枪运动员 苏华大学体育系大一新生，文体学院女班长 力大无比的怪力少女 与颜柯读同一所高中，视他为男神且暗恋他，后来与他考上同一所大学 |          |
| 吴汉坤 | 白语泽     | 唐糖表弟 |          |
| 郑舒环 | 丁茗       | 熊伊凡闺蜜 |          |
| 卢洋洋 | 唐糖       | 白語澤表姐 |          |
| 魏天宇 | 齐小松     | 健身房老板 |          |
| 静芳   | 明西玥     | |          |
| 林子晴 | 薛琳       | 苏华大学大一新生 熊伊凡室友 |          |
| 王建桢 | 谭晓芬     | 苏华大学大一新生 熊伊凡室友 嗑学家，“胸科”CP粉头                                                                                    |          |
| 常铖   | 舒戴子     | 苏华大学大一新生 颜柯室友 神秘科学“先驱”                                                                                            |          |
| 段志豪 | 王建奇     | 苏华大学大一新生 颜柯室友 肌肉中毒专家，优惠券小王子                                                                                |          |
| 唐嘉隆 | 宋华       | 苏华大学大一新生 颜柯室友 嘴炮情圣，花心男                                                                                          |          |
| 崔莉雅 | 孔盼盼     | 苏华大学大一新生 熊伊凡室友 不可说CP爱好者 唯美食与帅哥不可辜负                                                                     |          |
| 蔡纲   | 颜柯父亲   | |          |
| 仁龙   | 熊伊凡父亲 | |          |
| 翁虹   | 颜柯母亲   | （特别出演） | 李金艳   |
| 王啸坤 | 唐英汉     | （特别出演） |          |
| 麦克隋 | 邵君学长   | （特别出演） |          |

## 电视剧歌曲
| 曲序 | 曲目                              |              | 作曲   | 编曲                | 演唱     |
| ---- | --------------------------------- | ------------ | ------ | ------------------- | -------- |
| 1.   | 《初恋的朦胧诗》（主题曲/片尾曲） | 镜千         | 刘凤瑶 | EZ-Mitchell         | 房东的猫 |
| 2.   | 《是时候》（插曲）                | 念九儿、徐成 | 刘凤瑶 | Mini Cat@ZBB Studio | 田燚     |
| 3.   | 《Chance》（推广曲）              | 王以纶、徐成 | 刘凤瑶 | Mini Cat@ZBB Studio | 王以纶   |
| 4.   | 《之间》（插曲）                  | 欧阳楼       | 刘凤瑶 | RainFisn            | 洪雨雷   |
| 5.   | 《你好吗》（插曲）                | 徐成、蒋柽   | 刘凤瑶 | 闫明琛              | 李鑫一   |
| 6.   | 《你好吗》（推广曲）              | 徐成、蒋柽   | 刘凤瑶 | 闫明琛              | 吴汉坤   |